# Loch Ailort
Loch Ailort ist eine Meeresbucht (Sea Loch) in Schottland. Über den Sound of Arisaig ist der V-förmige Loch mit der schottischen See verbunden. Im Loch liegen einige kleine Inseln, darunter Eilean nan Gobhar. Bedeutendster Zufluss ist der vom Loch Eilt kommende River Ailort.
Am südlichen Ufer liegen die sehr kleinen Orte Roshven und Alisary. Hier verläuft seit 1966 auch die A861, die am Nordende des Lochs beim Ort Lochailort in die dort vorbeiführende Road to the Isles (A830) einmündet. Parallel zur A830 verläuft die West-Highland-Eisenbahnstrecke mit einer Bedarfshaltestelle in Lochailort. Das westliche Ufer liegt an der kaum bewohnten Halbinsel Ardnish Peninsula.

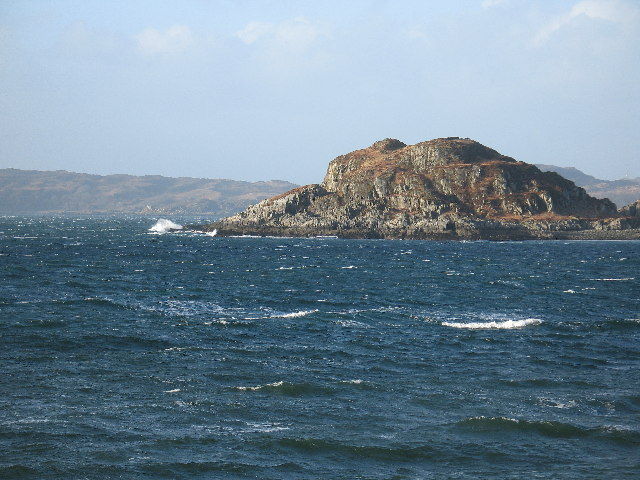
Eilean nan Gobhar

Wirtschaftlich wird der Loch für die Lachszucht genutzt. Durch Fischzucht gelangten allerdings auch parasitäre Caligidae (englisch sea lice) in das Wasser, was einen sehr starken Rückgang der heimischen Wildfischpopulation zur Folge hatte.